# Jöran Åkesson (Tott)
Jöran Åkesson (Tott), död efter 19 juni 1486, var ett svenskt riksråd.

## Biografi
Jöran Åkesson (Tott) var son till Åke Axelsson (Tott). Han skrevs in 1471 i Helga lekamens gille, Stockholm och blev 1479 svenskt riksråd. Jöran Åkesson nämns sista gången 19 juni 1486.

### Familj
Jöran Åkesson gift sig mellan 1476–1486 med Bengta Simonsdotter (Körning) (död mellan 1491–1501), dotter till riksrådet Simon Körning och Beata Albrechtsdotter (Bydelsbach). De fick tillsammans barnen riddaren och riksrådet Åke Jöransson (Tott) (död 1520).